# Chile na Letnich Igrzyskach Olimpijskich 1988
Chile na Letnich Igrzyskach Olimpijskich 1988 reprezentowało 17 zawodników, 16 mężczyzn i 1 kobieta. Był to 16. start reprezentacji Chile w historii letnich igrzysk olimpijskich.

## Zdobyte medale
| Medal  | Zawodnik               | Dyscyplina  | Konkurencja |
| ------ | ---------------------- | ----------- | ----------- |
| Srebro | Alfonso de Iruarrízaga | Strzelectwo | Skeet       |